# Pintado (futebolista)
Luís Carlos de Oliveira Preto, mais conhecido como Pintado (Bragança Paulista, 17 de setembro de 1965), é um treinador e ex-futebolista brasileiro, que atuava como volante. Atualmente está no Figueirense.

## Carreira como jogador
Revelado pelas categorias de base do Bragantino, jogou por anos no clube da sua cidade natal. Curiosamente, iniciou como zagueiro devido suas características e a altura de 1,82 metro. Pintado firmou-se no time principal do Bragantino, mas teve dificuldades, por causa dos salários atrasados e do elenco reduzido. Em 1984, o técnico Boca, que o lançara no Bragantino, foi para o Palmeiras, e Pintado acompanhou-o, convidado para atuar na equipe sub-20 do rival. Lutando por oportunidade em um time grande, treinou ali por 45 dias. Porém, sem definição, o São Paulo mostrou interesse, e contratou-o do Bragantino.
O atleta chegou ao Tricolor no final de 1984 e assinou seu primeiro contrato profissional. Sob o comando de Cilinho, não teve oportunidades. Fez 2 partidas na campanha do título do Paulistão de 1985.
Para ganhar mais experiência, foi emprestado no final de 1986 ao EC Taubaté que disputava a segunda divisão do Campeonato Paulista. Em 1987, retornou ao São Paulo.
No ano seguinte foi, por empréstimo, para o Bragantino, sendo treinado por Vanderlei Luxemburgo em 1989 e 1990. Naquela altura, já tinha passado por todas as posições da defesa. Em 1991, descobriu sua posição no campo. A estreia como volante acabou ocorrendo por acidente e foi promovida por Carlos Alberto Parreira. "O Parreira me perguntou se eu queria jogar no meio ou na lateral", lembraria, anos depois. "Pensei que ele estava se referindo ao miolo da zaga, mas, na verdade, estava falando do meio de campo. Topei atuar no meio e, de repente, me vi escalado como volante." Quando foi renovar contrato, Pintado não concordou com os baixos termos oferecidos pelo presidente do Bragantino, Jesus Abi Chedid, e o Tricolor foi buscá-lo, a pedido de Telê Santana. Isso não impediu que, em sua volta ao São Paulo, o Bragantino tenha brigado na Justiça, na tentativa de manter o passe do jogador. "Felizmente, tudo acabou bem", declarou Pintado, ao ser escalado pela primeira vez para um jogo do São Paulo, ainda no banco de reservas, em 19 de fevereiro de 1992. "De repente, o Bragantino não queria me liberar. Mas, no tribunal, o São Paulo foi o vencedor, e estou feliz, porque agora posso jogar."
No São Paulo, foi muito útil na marcação, apesar de limitado tecnicamente. Em sua nova passagem pelo São Paulo, foi bicampeão da Copa Libertadores da América (1992 e 1993) e ganhou a Copa Intercontinental (1992). Já era um ídolo, mas, a partir daquele momento, lembrou os grandes deuses da raça tricolor, como Armando Renganeschi, Pablo Forlán, Chicão e Darío Pereyra.
Em agosto de 1995, foi contratado pelo Santos, onde foi vice-Campeão Brasileiro daquele ano. 
Em 1999, atuou pela Portuguesa.
Encerrou a carreira no Brasiliense no ano de 2003.

## Carreira como treinador

### Início
Dirigiu algumas equipes como o América Mineiro e a Inter de Limeira, pela qual se sagrou campeão paulista da Série A2 em 2004.
Após passar por Taubaté, Rio Branco de Andradas e Noroeste em 2007, Pintado assinou contrato com o Paraná.

### Ituano e São Caetano
Treinou o Ituano no início do Paulistão de 2008, mas terminou o campeonato no comando do São Caetano. Em 1 de julho seria julgado pelo STJD por ter ofendido o árbitro do jogo contra o Santo André, pela Série B e podia pegar de 30 a 180 dias de suspensão. Pegou 30, mas não chegou a cumpri-los na totalidade pelo São Caetano, porque foi demitido depois da derrota em casa para o Grêmio Barueri, por 3 a 1, em 8 de julho, apesar de seu contrato ir até o fim do ano. Ele terminou com cinco vitórias, seis empates e sete derrotas no comando do Azulão.

### Náutico
Em 15 de julho, foi anunciado como novo comandante do Náutico, mas acabou demitido menos de um mês depois, quando o time caiu de produção e chegou à zona do rebaixamento do Campeonato Brasileiro.

### Figueirense
Em 16 de novembro, foi contratado pelo Figueirense, com a missão de livrá-lo do rebaixamento. Não teve sucesso nela, embora tenha vencido os três jogos em que comandou o time.

### Mirassol e Ponte Preta
Depois de disputar parte do Paulistão de 2009 no comando do Mirassol, Pintado foi apresentado na Ponte Preta em 25 de maio. Mais tarde retornaria ao Mirassol, para o Paulistão de 2010. Ele pediria demissão em 13 de março, após derrota em casa que deixou a equipe na 14.ª posição, mas acabou voltando apenas treze dias depois, já que seu substituto, Luís Carlos Goiano, perdeu os dois jogos que disputou. "Fizemos uma reunião, e o Pintado aceitou voltar", explicou o presidente do Mirassol, Édson Ermenegildo. "Era o nome mais à mão depois do pedido de demissão do Goiano." Ao retornar, o técnico disse o que esperava: "Acompanhei atentamente os últimos dois jogos. Espero dar a volta por cima e tirar a equipe da incômoda situação na tabela.

### Penapolense
Em 25 de fevereiro de 2013, assumiu o comando do Penapolense e conseguiu classificar o clube para a Série D do Campeonato Brasileiro após boa campanha no Campeonato Paulista. No entanto, não continuou no clube após o feito.

### Retorno ao São Caetano, Botafogo-SP e Cruz Azul
Em 10 de outubro, após ser demitido do comando do América de Natal, assinou contrato, no mesmo dia, com o São Caetano, para o restante da Série B do Brasileirão, e com o Botafogo de Ribeirão Preto, para a disputa do Campeonato Paulista de 2014. Entretanto, uma oferta tentadora fez com que ele acertasse com o Cruz Azul, do México, onde já estivera como futebolista, para a temporada de 2014, como auxiliar-técnico de Luis Fernando Tena.

### Guarani
Em 2015, retornou ao Brasil, para comandar o Guarani.

### São Paulo
Contratado pelo São Paulo para ser auxiliar técnico, chegou a comandar o time interinamente em 2017, após a demissão do técnico Rogério Ceni, mas acabou dispensado da comissão técnica com a contratação de Dorival Júnior.

### Terceira passagem pelo São Caetano
Pintado ficou sem clube até 6 de fevereiro de 2018, quando a diretoria do São Caetano anunciou sua terceira passagem pelo clube. Ele chegou com o objetivo de reabilitar o Azulão no Estadual, após vencer apenas uma partida sob o comando anterior. No início de março, com a melhora da equipe e dos números sob o comando de Pintado, o São Caetano garantiu vaga na Série D de 2019, competição que disputara pela última vez em 2015, depois de empatar com o Botafogo de Ribeirão Preto e conquistar vaga nas quartas de final do Paulistão. Após a boa campanha que o São Caetano realizou no Estadual, sendo eliminado pelo São Paulo nas quartas de final, Pintado teve o reconhecimento pela diretoria do clube, que renovou seu contrato até 2020. Ele comandou o clube do ABC Paulista em nove jogos, obtendo quatro vitórias, três empates e apenas duas derrotas.

### Água Santa
Em 31 de janeiro de 2020, foi anunciado como novo treinador do Água Santa.

### Juventude
Em 15 de março de 2023, foi apresentado no Juventude.

### Retorno à Ponte Preta
Em 24 de julho de 2023, foi anunciado como técnico da Ponte Preta para comandar o clube na sequência da Série B.

### Portuguesa
No dia 9 de fevereiro de 2024 foi contratado pela Portuguesa em substituição à Dado Cavalcanti.

### Guarani
Em 19 de junho de 2024, retornou ao comando do Guarani para comandar o clube na Série B. Foi demitido em 26 de julho de 2024, após 6 jogos, com 3 empates e 3 derrotas, com um aproveitamento de 16.6%.

## Estatísticas como treinador
Atualizadas até 2 de março de 2024
| Equipe            | Jogos | Vitórias | Empates | Derrotas | Aproveitamento |
| ----------------- | ----- | -------- | ------- | -------- | -------------- |
| Inter de Limeira  | 58    | 24       | 14      | 20       | 49.43%         |
| América Mineiro   | 22    | 12       | 1       | 9        | 56.06%         |
| Atlético Sorocaba | 15    | 4        | 3       | 8        | 33.33%         |
| Rio Branco-SP     | 10    | 1        | 1       | 8        | 13.33%         |
| Taubaté           | 5     | 0        | 2       | 3        | 13.33%         |
| Rio Branco-MG     | 4     | 2        | 1       | 1        | 58.33%         |
| Noroeste          | 5     | 3        | 2       | 0        | 73.33%         |
| Paraná            | 9     | 2        | 4       | 3        | 37.04%         |
| Ituano            | 11    | 4        | 1       | 6        | 54.55%         |
| São Caetano       | 65    | 19       | 22      | 24       | 40.51%         |
| Náutico           | 6     | 0        | 1       | 5        | 5.56%          |
| Figueirense       | 22    | 8        | 9       | 5        | 50%            |
| Mirassol          | 26    | 10       | 9       | 7        | 50%            |
| Ponte Preta       | 29    | 9        | 11      | 9        | 43.68%         |
| León              | 16    | 6        | 3       | 7        | 43.75%         |
| Santo André       | 11    | 2        | 6       | 3        | 36.36%         |
| Linense           | 29    | 11       | 5       | 13       | 43.68          |
| Guaratinguetá     | 11    | 1        | 3       | 7        | 18.18%         |
| CRB               | 9     | 2        | 1       | 6        | 40.74%         |
| Penapolense       | 22    | 8        | 4       | 10       | 42.42%         |
| América de Natal  | 25    | 14       | 1       | 10       | 57.33%         |
| Guarani           | 29    | 11       | 9       | 9        | 48.28%         |
| São Paulo         | 3     | 2        | 0       | 1        | 77.78%         |
| Água Santa        | 11    | 2        | 6       | 3        | 36.36%         |
| Juventude         | 51    | 21       | 11      | 19       | 48.37%         |
| Ferroviária       | 8     | 3        | 2       | 3        | 45.83%         |
| Goiás             | 12    | 5        | 5       | 2        | 55.56%         |
| Chapecoense       | 12    | 1        | 4       | 7        | 19.44%         |
| Cuiabá            | 21    | 11       | 5       | 5        | 60.32%         |
| Portuguesa        | 6     | 2        | 1       | 3        | 38.89%         |
| Total             | 554   | 200      | 143     | 211      | 44.71%         |

## Títulos

### Como jogador
Bragantino
- Campeonato Brasileiro - Série B: 1989
- Campeonato Paulista: 1990

São Paulo
- Campeonato Paulista: 1985[3] e 1992[32]
- Copa Libertadores da América: 1992 e 1993
- Copa Intercontinental: 1992

Cruz Azul
- Campeonato Mexicano: 1997 - Invierno

América Mineiro
- Campeonato Brasileiro - Série B: 1997
- Copa Sul-Minas: 2000

### Como treinador
Inter de Limeira
- Campeonato Paulista - Série A2: 2004

Cuiabá
- Campeonato Mato-Grossense: 2022